# Éloi Ragon
Jules-Éloi Ragon (1853 - 1908), foi um helenista e latinista francês, autor de grande número de obras, dentre as quais a Grammaire Grecque, que é ainda hoje uma das principais referências nos estudos helênicos. A Gramática Grega ganhou edição brasileira em 2012, pela editora Odysseus. 